# Gurgel X15
O X-15 foi um jipe produzido pela Gurgel. De construção e visual robusto com a tradicional mecânica Volkswagen, possuía um enorme para-choques que, pelo seu tamanho e cor preta, chegava até a assustar. Era um carro muito curioso, pois visto de certos ângulos, aparentava ser um carro-forte de passeio.